# Nam-gu (Incheon)
Michuholgu (en hangul, 미추홀구; en hanja, 彌鄒忽區) es un distrito de la ciudad metropolitana de Incheon, Corea del Sur.
Nam-gu es el lugar de origen de la historia de Incheon: sitios históricos como Munhaksan (Mt), Dohobuchungsa, Incheon Hyanggyo se encuentran en Nam-gu. Nam-gu es el centro del desarrollo de Incheon: Nam-gu es el centro de la geografía, las finanzas y el comercio en Incheon. Nam-gu es el núcleo de la educación de Incheon: las principales universidades, como la Universidad de Incheon y la Universidad Inha se encuentran en Michuhol-gu. 

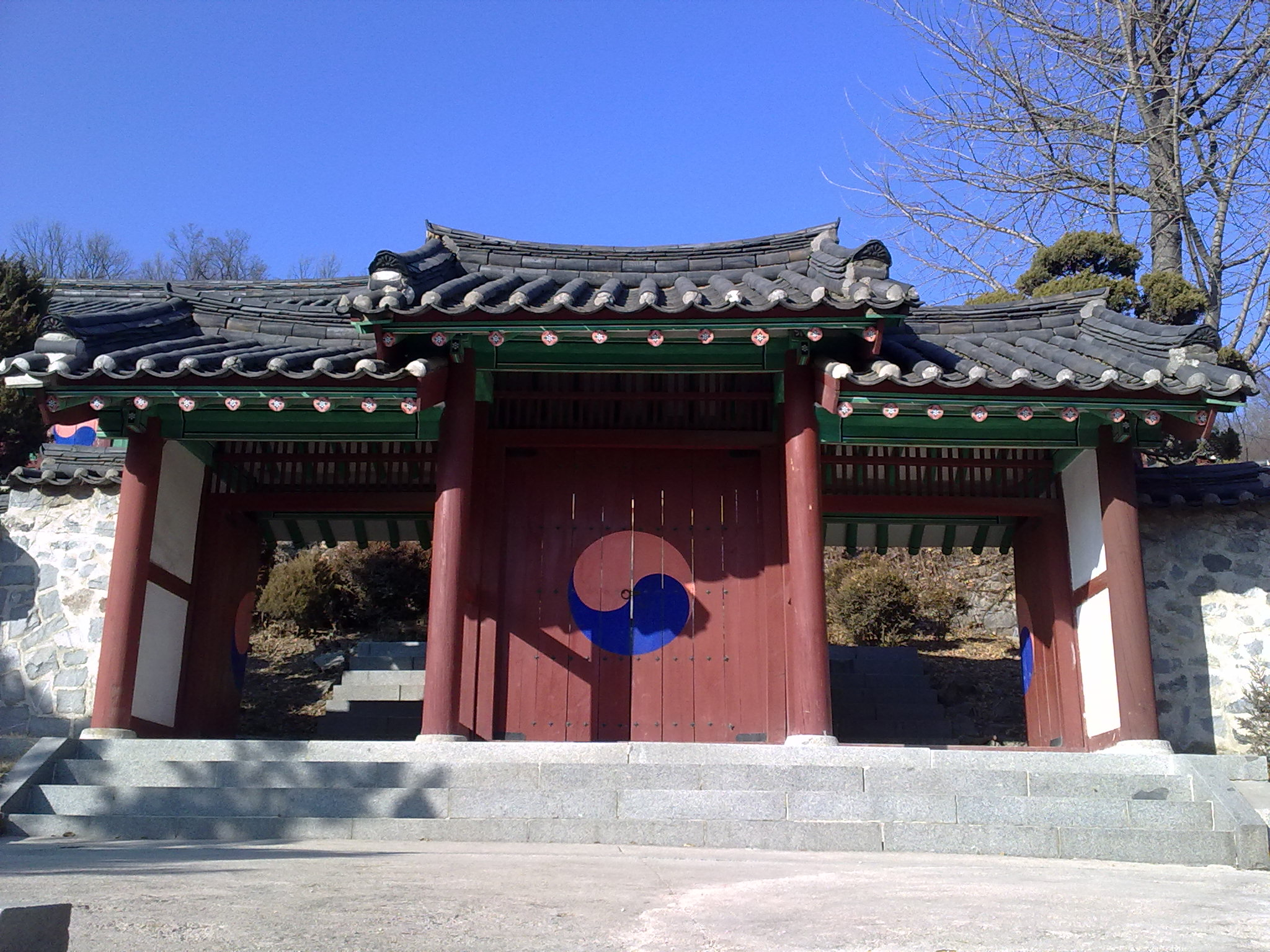
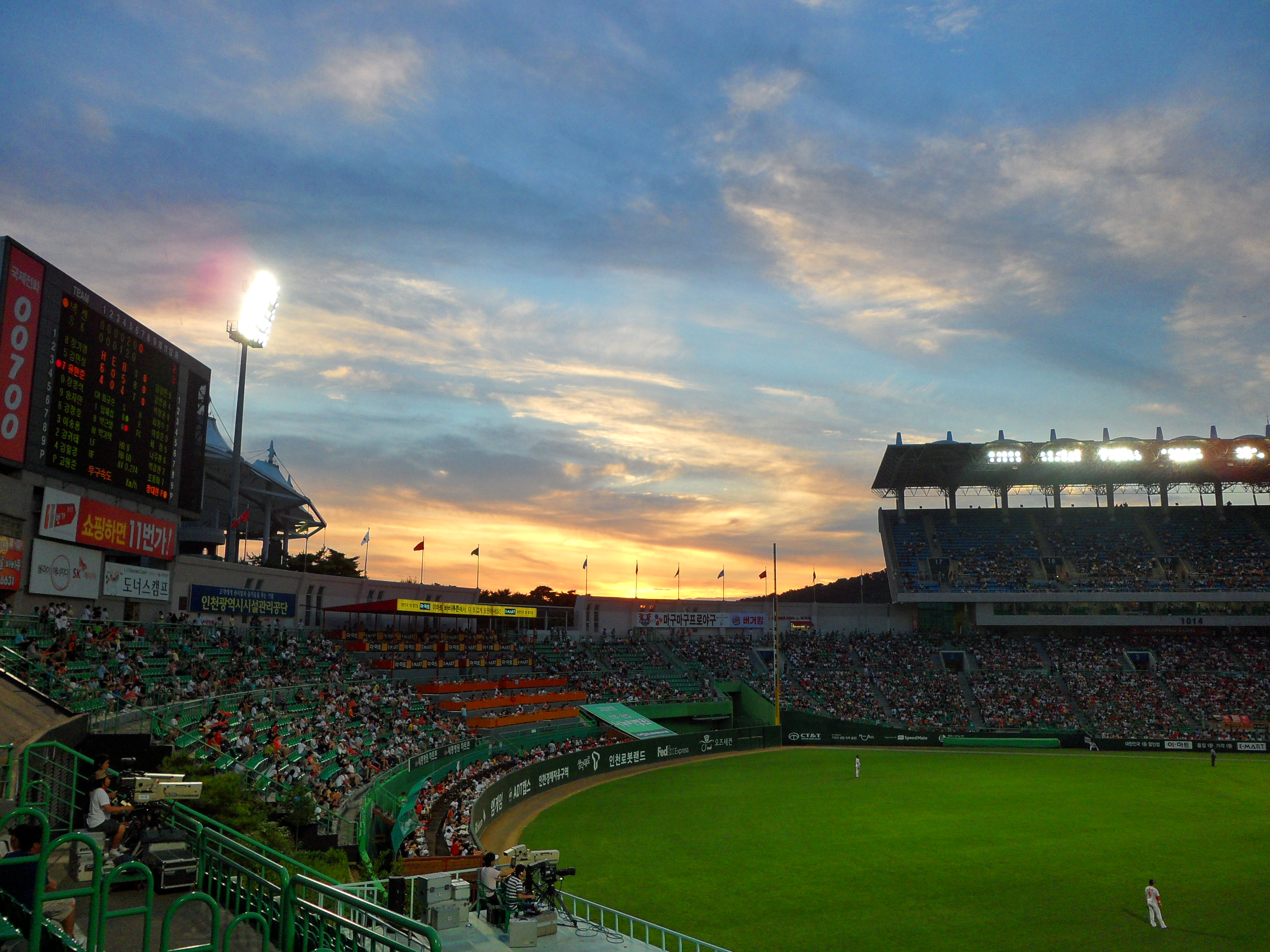
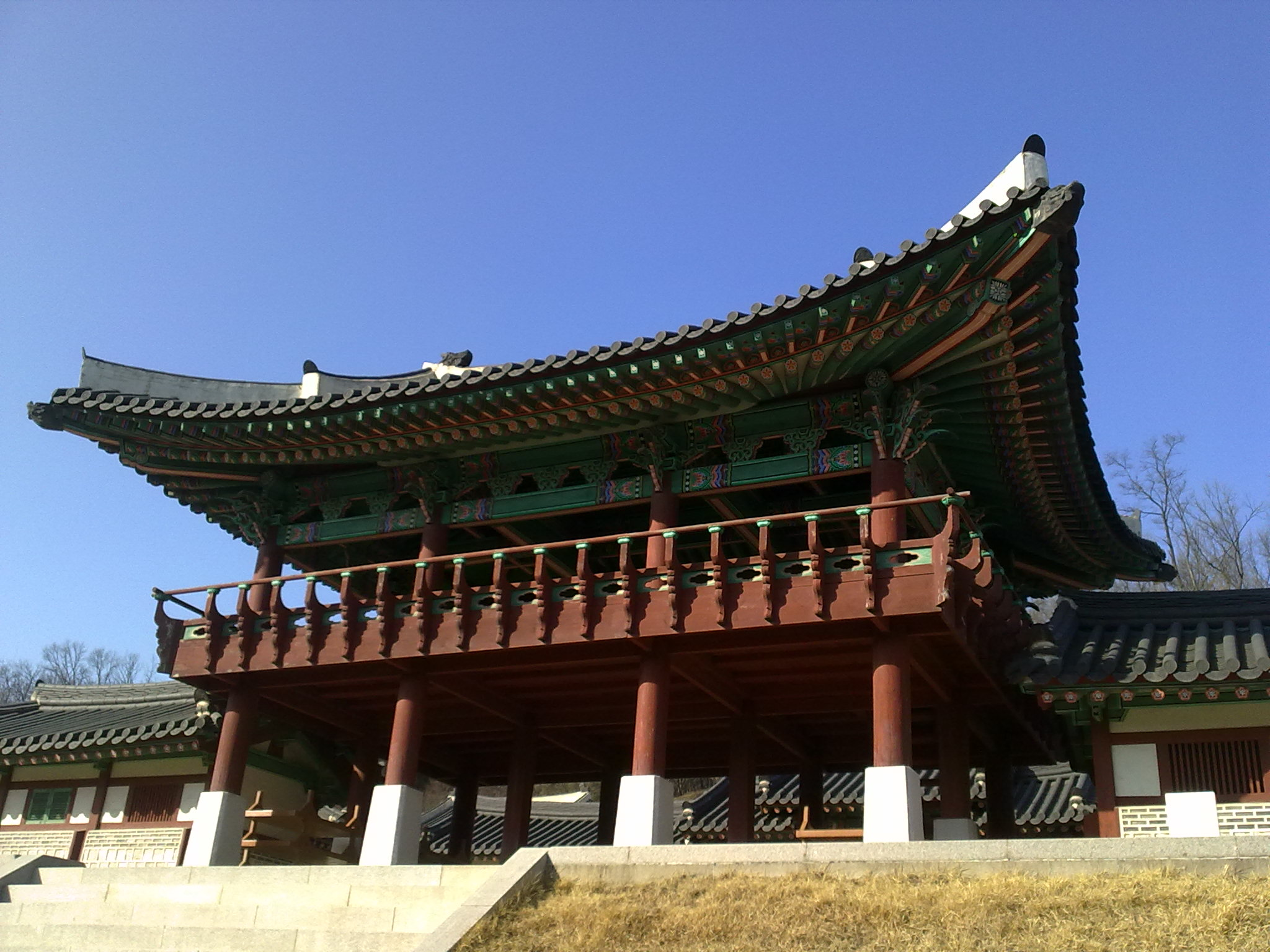

## Divisiones Administrativas de Michuholgu(Incheon)

- Dohwa
- Sungui
- Yonghyeon
- Juan
- Hagik
- Gwangyo-dong
- Munhak-dong